# موز مزين
موز مزين (الاسم العلمي:Musa ornata) هو نوع من النباتات يتبع جنس الموز من الفصيلة الموزية. اسمه باللغة الإنكليزية(flowering banana)، هو واحد من أكثر من 50 نوعا من الموز، موطنه الأصلي هو جنوب شرق آسيا.
.